# Ingerana tenasserimensis
Ingerana tenasserimensis es una especie  de anfibios de la familia Ranidae.

## Distribución geográfica
Se encuentra en Malasia, Birmania y Tailandia.   

## Estado de conservación
Se encuentra amenazada de extinción por la pérdida de su hábitat natural.